# Anna Stella Schic
Anna Stella Schic Philippot (30 de novembro de 1922 em Campinas  – 1 de fevereiro de 2009 em Nice . Foi uma pianista brasileira e autora de uma biografia do compositor brasileiro Heitor Villa-Lobos. E publicou também L'Ecole Liszt (Society of Writers, 2003), um livro educacional. 

## Vida
Anna Stella Schic, era filha do casal Jacob e Helena Schic, nasceu em Campinas, no Estado de São Paulo, aos 30 de novembro de 1924, sendo registrada no Segundo Cartório da cidade, terra onde quis que suas cinzas fossem jogadas após sua morte. Schic deu seu primeiro recital de piano aos seis anos, embora já estudasse desde os 4 anos de idade. Ela estudou com José Kliass, um pianista emigrante russo, seu padrinho de casamento e discípulo de Martin Krause (um dos últimos alunos de Franz Liszt e que também daria lições de piano a Claudio Arrau e Edwin Fischer). Mais tarde, ela estudou com Marguerite Long em Paris. Foi uma pianista, concertista, jurada e professora sensível, amável e inteligente. Respeita pela crítica brasileira e internacional, como apontou o jornal The New York Times, em 1968.  Dedicou sua vida a elevar grandes nomes da música universal, como Villa Lobos, Alberto Ginastera, Gershwin, Schumann, Camargo Guarnieri, Haydn, Mendelssohn, Prokofiev, entre outros. Schic foi casada em primeiras núpcias com o médico polonês Bernardo Rochwerger, com que teve uma filha. Em segundas núpcias, com o compositor e professor francês Michel Philippot. Segundo sua filha, Sandra Rochwerger Lechartre, ela viveu na França a partir de 1971, embora já tivesse feito vários concertos e recitais na região francesa. Além de sua carreira como pianista, Schic lecionou na International Musical University of Paris, Universidade Estadual Paulista Júlio de Mesquita Filho e na Universidade Federal do Rio de Janeiro.  Em 1980, ela criou uma faculdade de música em São Bernardo do Campo (Estado de São Paulo). Em maio de 1975, assumiu a cadeira de Piano do Conservatoire Européen de Paris, à convite do governo francês, dividindo sua vida entre os concertos e as aulas. Teve uma legião de alunas, como Sylvia Maltese Moysés. 
Anna Stella Schic sentiu muito a falta de reconhecimento do seu país e, após a morte de seu segundo marido, ficou ainda mais ressentida, a ponto de não mais tocar aquilo que mais amou na vida: o piano. 

## Legado
Em 1976, Schic lançou pela EMI seu ciclo gravado da música solo de piano completo de Heitor Villa-Lobos, seu compadre (era padrinho de batismo de sua filha, Sandra) o primeiro ciclo a ser concluído.   Além disso, ela foi uma das primeiras a promover a música de Pierre Boulez no Brasil, e também gravou obras de George Gershwin, Felix Mendelssohn, Jorge Antunes, Claudio Santoro, Johannes Brahms, Franz Schubert, Frederic Chopin e de seu marido, francês Michel Philippot.   Seu livro  Villa-Lobos: Souvenirs de l'Indien blanc foi publicado em 1987. 

## Obra gravada
- (1962) Ciclo brasileiro (LP 12)
- (1966) Anna Stella Schic interpreta Schubert e Brahms (LP 12)

- (1980) Michel Philippot, Anna Stella Schic - Variações Sobre A Primeira Gymnopédie De Erik Satie / Variações Sobre "Anda À Roda" _ (Tema Popular Brasileiro) (LP) RGE 303.1020 1980  Discogs
- Anna Stella Schic - Villa-Lobos - Obra Para Piano Vol. 2
- (1981) Anna Stella Schic, Heitor Villa-Lobos - Villa-Lobos - Obra Para Piano Vol. 2 (Box + 5xLP) Estúdio Eldorado 56.81.0392/6/7/8/9/10 1981.
- Anna Stella Schic - A Prole do Bebê N°1 - Cirandas - 2 Préludes.
- Villa-Lobos, Anna Stella Schic - A Prole do Bebê N°1 - Cirandas - 2 Préludes (CD) Disques Adès 14.095-2.
- Anna Stella Schic - Ciclo Brasileiro / A Prolé Do Bébé.
- Hector Villa-Lobos*, Ana Stella Schic - Ciclo Brasileiro / A Prolé Do Bébé (LP, Album) Le Chant Du Monde LDX-M-8004.
- (1982) Anna Stella Schic - O Piano De Villa-Lobos Na Semana De 22.

Gershwin: Rhapsody in Blue & 18 Song Hits & Other Piano Works
Mendelssohn: Sonata para piano nº 1 em mi maior, op. 6 e 6 Prelúdios e Fugas, op. 35
- O Piano De Villa-Lobos Na Semana De 22 (LP, Album, Gat) Estúdio Eldorado 60.82.0397.
- Anna Stella Schic - A Prole do Bebê N° 2 - Ciclo Brasileiro - 3 Choros.
- Villa-Lobos, Anna Stella Schic - A Prole do Bebê N° 2 - Ciclo Brasileiro - 3 Choros (CD) Disques Adès 14.096-2.
- Anna Stella Schic - L'Œuvre Pour Piano Volume I : Bachianas Brasleiras N° 4 - Choros N° 5 - Suite Floral - Lenda Do Caboclo - Rosa Amarela.
- Hector Villa-Lobos* - Anna Stella Schic - L'Œuvre Pour Piano Volume I : Bachianas Brasleiras N° 4 - Choros N° 5 - Suite Floral - Lenda Do Caboclo - Rosa Amarela (LP, Album) GT (2) GT 36.700.

### Singles & EPs
- Anna Stella Schic - Francette Et Piá.
- Heitor Villa-Lobos / Anna Stella Schic - Francette Et Piá (7") Junior Productions Musique, Junior Productions 5845.

### Compilações
- Anna Stella Schic - Obra Para Piano Vol 1.
- (1981) Villa-Lobos - Anna Stella Schic - Obra Para Piano Vol 1 (5xLP, Comp, Ltd) Unknown Estúdio Eldorado 48.81.0373.

### Miscelânea
- Anna Stella Schic - Бразильская Душа.
- Э. Вилла Лобос - Анна Стелла Шик* - Бразильская Душа (8", Mono, RP) Аккорд, Аккорд Д-005830, Д-005831.

## Participações
- (1995) Piano brasileiro (CD duplo)